# Piëria
Piëria (Grieks: Πιερία) was een departement (nomos) in de Griekse regio Centraal-Macedonië. De hoofdstad is Katerini en het departement had 129.846 inwoners (2001).

## Geografie
Het departement grenst aan de departementen Imathia in het noorden en noordwesten, Kozani in het westen en Larissa in het zuiden en zuidwesten. In het westen grenst Piëria aan de Golf van Thessaloniki.
In het zuidwesten, op de grens met Larissa ligt de Olympus, de hoogste berg van Griekenland.

## Plaatsen[2]
Door de bestuurlijke herindeling (Programma Kallikrates) werden de departementen afgeschaft vanaf 2011. Het departement “Piëria” werd een regionale eenheid (perifereiaki enotita). Er werden eveneens gemeentelijke herindelingen doorgevoerd, in de tabel hieronder “GEMEENTE” genoemd.
| Plaats       | Hoofdplaats (vroeger) | Postcode | GEMEENTE        | Hoofdplaats van de gemeente |
| ------------ | --------------------- | -------- | --------------- | --------------------------- |
| Aiginio      |                       | 603 00   | Pydna-Kolindros | Aiginio                     |
| Dion         | Kontariotissa         | 601 00   | Dion-Olympos    | Litochoro                   |
| Oost Olympos | Leptokarya            | 600 63   | Dion-Olympos    | Litochoro                   |
| Elafina      | Palaio Keramidi       | 601 00   | Katerini        | Katerini                    |
| Katerini     |                       | 601 00   | Katerini        | Katerini                    |
| Kolindros    |                       | 600 61   | Pydna-Kolindros | Aiginio                     |
| Korinos      |                       | 600 62   | Katerini        | Katerini                    |
| Litochoro    |                       | 602 00   | Dion-Olympos    | Litochoro                   |
| Methoni      |                       | 600 66   | Pydna-Kolindros | Aiginio                     |
| Paralia      | Kallithea             | 601 00   | Katerini        | Katerini                    |
| Petra        | Milia                 | 601 00   | Katerini        | Katerini                    |
| Pierion      | Ritini                | 601 00   | Katerini        | Katerini                    |
| Pydna        |                       | 600 64   | Pydna-Kolindros | Aiginio                     |

Chalkidiki · Imathia · Kilkis · Pella · Piëria · Serres · Thessaloniki